# Liste der Justizvollzugsanstalten im Saarland
Die Liste der Justizvollzugsanstalten im Saarland führt bestehende und ehemalige Justizvollzugsanstalten im Land Saarland auf. 

## Justizvollzugsanstalten
| Justizvollzugsanstalt             | Ort         | Inbetriebnahme | Schließung | Belegungsfähigkeit | Bemerkungen                               | Bild |
| --------------------------------- | ----------- | -------------- | ---------- | ------------------ | ----------------------------------------- | ---- |
| Justizvollzugsanstalt Saarbrücken | Saarbrücken | 1907           |            |                    |                                           |      |
| Justizvollzugsanstalt Ottweiler   | Ottweiler   | 1970           |            | 236                |                                           |      |
| Justizvollzugsanstalt Neunkirchen |             |                | 2011       |                    | Außenstellen in St. Ingbert und Saarlouis |      |